# Conus alfi
Conus alfi é uma espécie de caracol do mar, um gastrópode marinho molusco na família Conidae, os caracóis de cone, conchas ou cones.
Esses caracóis são predatórios e venenosos. Eles são capazes de "picar" humanos.

## Descrição
O comprimento da casca atinge 52 mm.

## Distribuição
Esta espécie marinha de caracol cone é endêmica do Mar da China Meridional vietnamita.